# Kanton Broons
Kanton Broons (fr. Canton de Broons) je francouzský kanton v departementu Côtes-d'Armor v regionu Bretaň. Tvoří ho devět obcí.

## Obce kantonu
- Broons
- Éréac
- Lanrelas
- Mégrit
- Rouillac
- Sévignac
- Trédias
- Trémeur
- Yvignac-la-Tour